# Tullins
Tullins település Franciaországban, Isère megyében. Lakosainak száma 7657 fő (2022. január 1.). Tullins Beaucroissant, La Forteresse, Morette, Poliénas, Renage, Saint-Paul-d’Izeaux, Saint-Quentin-sur-Isère és Vourey községekkel határos.

## Népesség
A település népessége az elmúlt években az alábbi módon változott:
| Lakosok száma | 5319 | 6044 | 6269 | 7539 | 7606 | 7655 | 7680 | 7816 | 7755 | 7657 |
|               | 1968 | 1982 | 1990 | 2006 | 2013 | 2015 | 2017 | 2019 | 2020 | 2022 |